# Gadila fraseri
Gadila fraseri är en blötdjursart som beskrevs av Nicklès 1955. Gadila fraseri ingår i släktet Gadila och familjen Gadilidae. Inga underarter finns listade i Catalogue of Life.